# Hochdorf (Freiburg im Breisgau)
Hochdorf ist ein Stadtteil von Freiburg im Breisgau.
Hochdorf liegt zusammen mit seinem Ortsteil Benzhausen im Nordwesten Freiburgs. Es grenzt an die drei Marchdörfer Hugstetten, Buchheim, und Holzhausen. Südöstlich der durch die Gemarkung verlaufenden A5 befindet sich im Markwald das Gewerbe- und Industriegebiet Hochdorf.

## Geschichte

### Ur- und Frühgeschichte
Die Besiedlung der Hochdorfer Gemarkung lässt sich bis in die Jungsteinzeit zurückverfolgen. 1969 wurde eine Wohngrube entdeckt, die sich der Michelsberger Kultur zuordnen lässt.
Aus der Hallstattzeit finden sich zwei Hügelgräber, keine zwei Kilometer von Hochdorf entfernt zwischen Hugstetten und Buchheim. Tonscherben, die der gleichen Epoche anzurechnen sind, wurden zwischen Hochdorf und Benzhausen gefunden. Anschließende Sondierungsgrabungen im Jahre 1988 bestätigten die Existenz einer keltischen Siedlung.
Funde von 1928, 1972 und 1976, die unter anderem Fundamente von Ziegelbrennöfen und Terra Sigillata umfassen, lassen auf ein römisches Gewerbegebiet und weitere Siedlungsaktivitäten dieser Zeit schließen.
Aus der Zeit der Alemannen sind ausgiebige Funde von Gräbern, Waffen und kunstvollem Geschirr erhalten geblieben.

### Erste urkundliche Erwähnungen
Die erste schriftliche Erwähnung von Hochdorf datiert auf 773, gefunden in Besitzübertragungsurkunden an das Kloster Lorsch, welche um 1180 im Lorscher Codex zusammengefasst wurden.
Nur wenig später im Jahre 788 oder 791 erfährt auch Benzhausen seine erste Erwähnung: Es ist Ausstellungsort für eine Schenkungsurkunde an das Kloster St. Gallen. Im Gegensatz zu den Hochdorfer Urkunden ist die Ersterwähnung von Benzhausen noch heute im Original erhalten.
Interessant hierbei, dass Hochdorf und Benzhausen damit schon über 330 Jahre vor Freiburg urkundliche Erwähnung finden.

### Jüngere Geschichte
Im Zuge der Gebietsreform in Baden-Württemberg war ab 1969 geplant, die fünf Dörfer (Hochdorf, Benzhausen, Hugstetten, Buchheim und Holzhausen) zu einer Verwaltungsgemeinschaft  zusammenzuschließen. Da dies jedoch wiederholt scheiterte und die Stadt Freiburg mit attraktiven Verträgen lockte, entschied man sich nach zwei Bürgerentscheiden für den Anschluss an Freiburg. Die Eingemeindung wurde am 1. September 1973 vollzogen.

### Einwohnerentwicklung
Die ersten bekannten Einwohnerzahlen sind auf 1526 und damit das Ende des Bauernkrieges datiert: Etwa 300 Einwohner hatten Hochdorf und Benzhausen damals zusammen. Die Zahl sank, wohl vor allem bedingt durch den Dreißigjährigen Krieg bis 1648 auf lediglich 160 Einwohner. Seit dieser Zeit stieg die Einwohnerzahl, trotz kleinerer Rückgänge durch Abwanderungen nach Ungarn (ca. 1750–1800) oder Amerika (ca. 1820–1890), recht stetig bis in die Mitte des 20. Jahrhunderts an. 1963 war die Marke von 1000 Einwohnern überschritten. Ab etwa dieser Zeit begannen die Einwohnerzahlen sprunghaft anzusteigen. Hochdorf entwickelte sich zum am schnellsten wachsenden alten Stadtteil Freiburgs und zählte 2018 über 5000 Einwohner.

## Politik

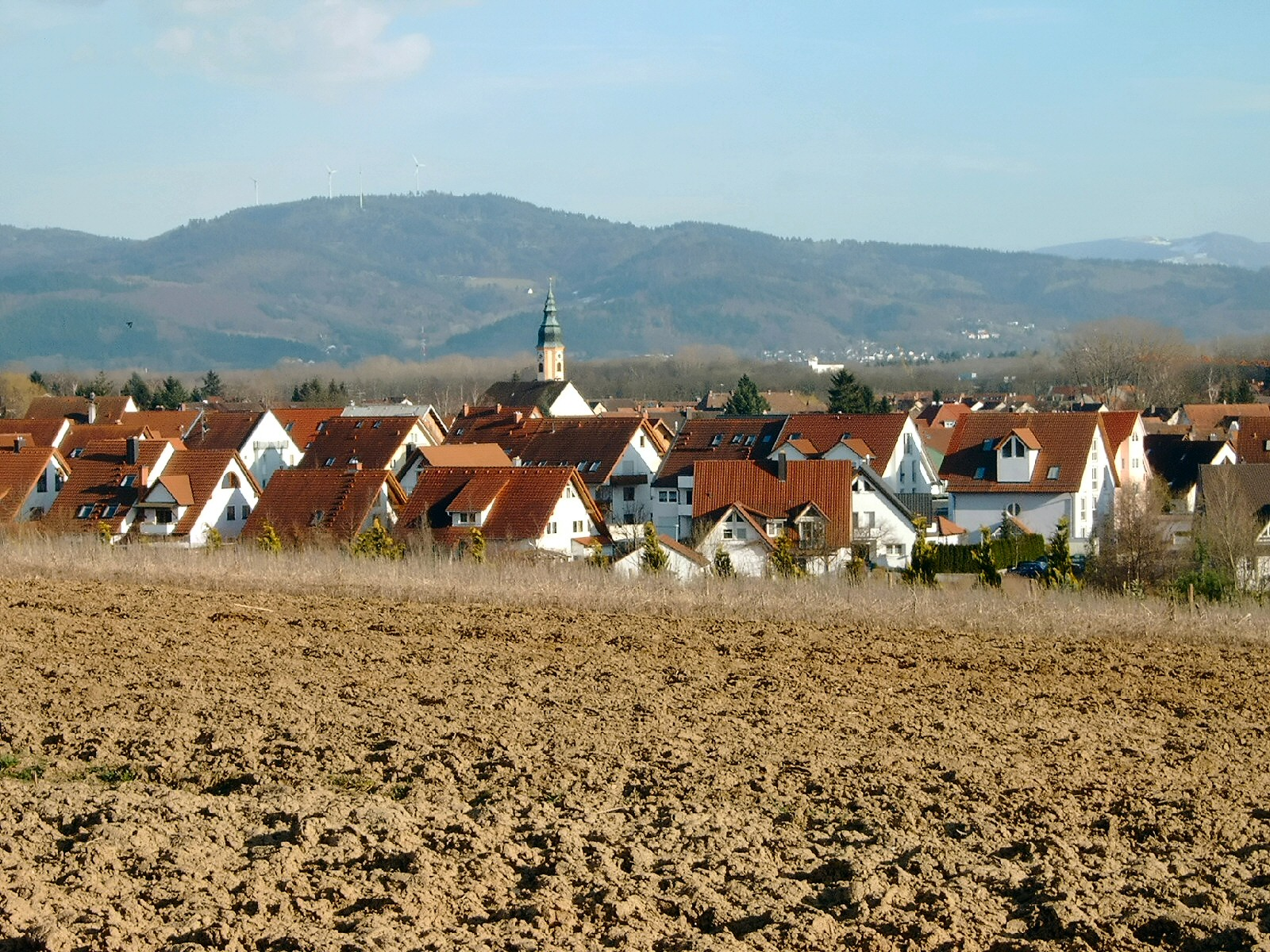
Hochdorf von Norden aus

### Ortschaftsrat
Ergebnis der Ortschaftsratswahl am 26. Mai 2019:
- Grüne Liste Hochdorf: 33,6 %, 5 Sitze
- FWG (Freie Wählergruppe): 36,1 %, 5 Sitze
- CDU: 17,4 %, 2 Sitze
- SPD: 12,9 %, 2 Sitze

### Wappen
Das Gemeindewappen von Hochdorf zeigt seit 1900 in der oberen Hälfte den Greif aus dem Wappen der Stürtzel, in der unteren eine grüne Fläche aus dem Wappen der Schnewlin, beide Familien waren Hochdorfer Grundherren.

### Partnerschaft
Seit 1978 besteht eine Partnerschaft mit Chevilly-Larue in Frankreich, einer Kommune im Département Val-de-Marne, südwestlich von Paris.

## Kultur
Im Gewerbegebiet befindet sich das Zentrale Kunstdepot der Städtischen Museen von Freiburg.

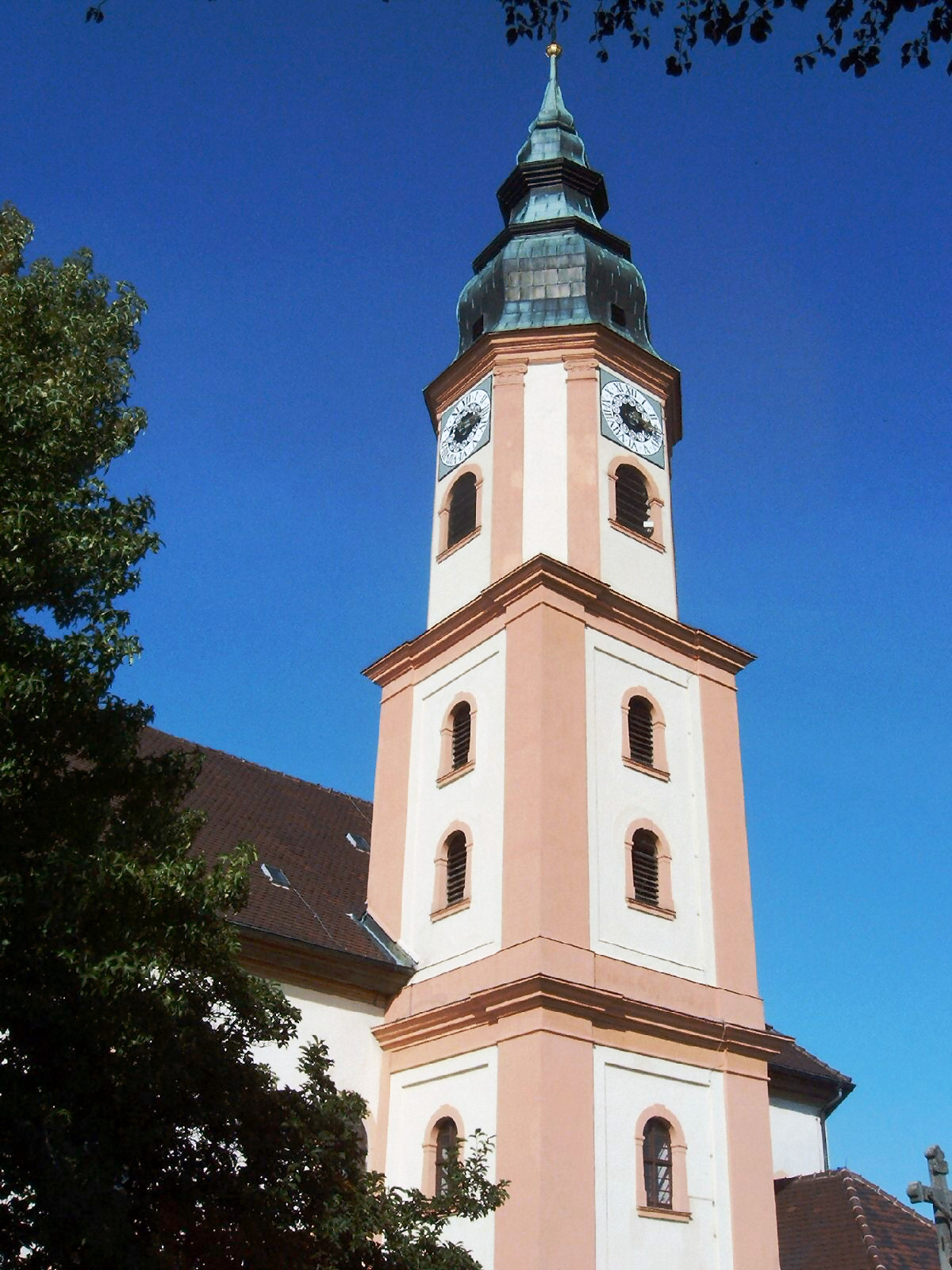
St. Martins-Kirche (Hochdorf)

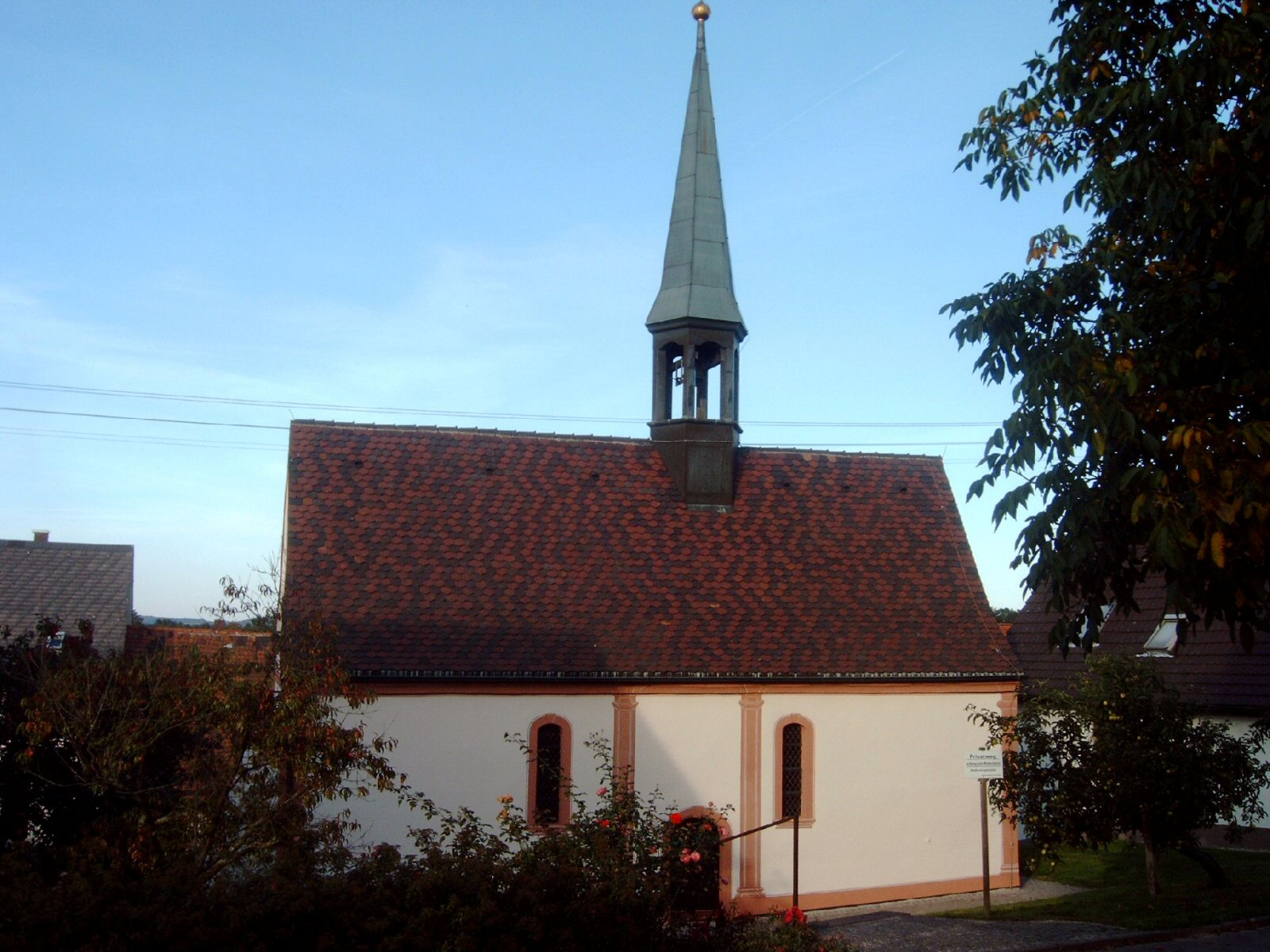
St. Agatha-Kapelle (Benzhausen)

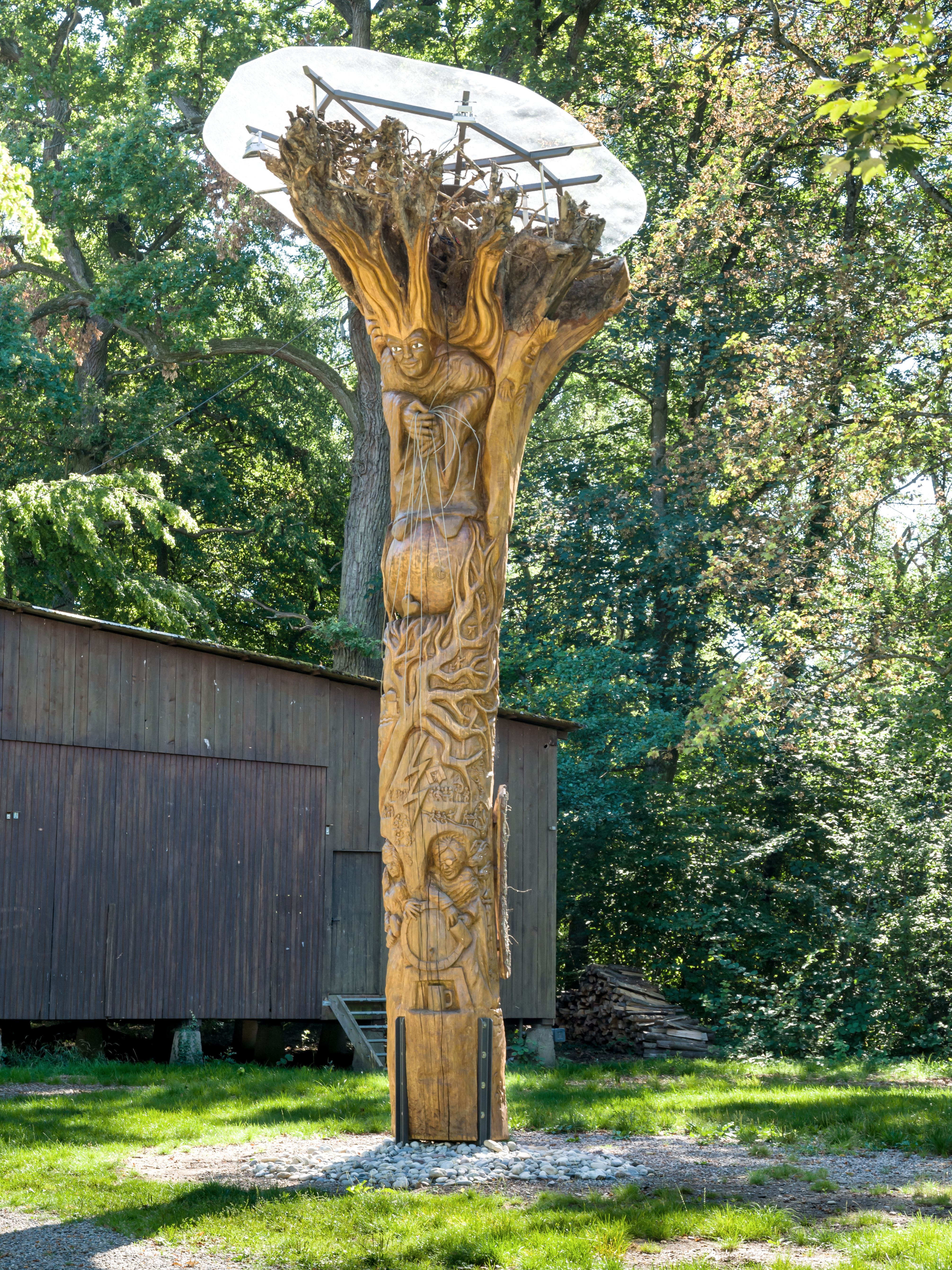
Der Weltenlenker

### Religion
Die römisch-katholische St. Martins-Gemeinde Hochdorf gehört zur Seelsorgeeinheit Freiburg-Nordwest im Dekanat Freiburg. Die Pfarrgemeinde St. Martin hat heute 2560 Gemeindeglieder.
Seit den 1970er Jahren besteht auch eine Pfarrei innerhalb der Evangelischen Landeskirche in Baden mit eigenem Ältestenkreis. 1992 wurde das nach Katharina von Bora benannte Gemeindehaus mit Gottesdienstraum eingeweiht. Die evangelische Gemeinde in Hochdorf ist Teil der Kirchengemeinde Freiburg und zählt zurzeit mehr als 1.300 Gemeindeglieder.

#### Pfarrkirche St. Martin
Die St. Martins-Kirche steht auf einem leicht erhöhten Platz in der Mitte des Dorfes. Es ist daher anzunehmen, dass dem Ort bereits vor der Errichtung eines Kirchengebäudes eine besondere Bedeutung zukam.
Das Bestehen einer Kirche auf dem heutigen Grundstück lässt sich bis 1147 zurückverfolgen. Sie wurde jedoch mehrmals vergrößert, neu errichtet und renoviert. Ihre heutige Gestalt erhielt die Kirche erst im Jahre 1717. Der Turm (heute unter Denkmalschutz) wurde 1760 fertiggestellt.
Die Orgel wurde 1804 von Xaver Bernauer (1768–1831) aus Staufen im Breisgau gebaut. Ihr Werk verlor sie schon 1913 durch einen Neubau, sodass von ihr nur noch das spätbarocke Gehäuse existiert, in das die Orgelbaufirma Johannes Rohlf (Ruit-Ostfildern) 1975 eine neue Orgel mit 14 Registern einbaute, verteilt auf Hauptwerk, Hinterwerk und Pedal, mit mechanischer Register- und Spieltraktur.  2001 wurde die Orgel renoviert, wieder durch Orgelbau Rohlf.

#### St. Agatha-Kapelle
1596 das erste Mal erwähnt, kam der St. Agatha-Kapelle in Benzhausen mangels eines eigenen Pfarrers nur eine untergeordnete Bedeutung zu.
Im Gegensatz zur St. Martins-Kirche finden regelmäßige Gottesdienste nur von Kreuzauffindung (3. Mai) bis Kreuzerhöhung (14. September) statt.

### Skulptur Weltenlenker
Auf dem Waldhockplatz von Hochdorf schuf der Freiburger Bildhauer Thomas Rees aus einer 200-jährigen entwurzelten Mooswaldeiche  die Großskulptur Weltenlenker. Die Figur soll an die 3 Tage nach dem Waldfest 2014 auf den Festplatz gestürzte Eiche erinnern. Thomas Rees fertigte die Skulptur vor Ort ab dem Herbst 2015, die Einweihung fand im Juni 2016 statt. Die Skulptur ist aus Eichenholz mit einer Höhe von circa 8 Meter und einem Gewicht von circa 8 Tonnen. Der unter Umfang ist ungefähr 3 Meter, der Durchmesser des Wurzelstocks oben ungefähr 3,5 Meter.

## Kindergärten und Grundschule
Da der Kindergarten Kunterbunt geschlossen wurde, gibt es jetzt noch die Kindergärten Regenbogen und Löwenzahn. Im Gegensatz zum Kindergarten Regenbogen ist Löwenzahn eine Kinder-Tagesstätte. Die Grundschule des Stadtteils Hochdorf ist die Mühlmattenschule, die 1991 erbaut und bezogen wurde.
Alle genannten Einrichtungen befinden sich in der Nähe der Mooswaldhalle (Turnhalle) und des Schwimmbads, in der auch der Sport- bzw. Schwimmunterricht stattfindet.

## Naherholung
Hochdorf verfügt über ein eigenes Hallenbad mit einem 25-Meter-Becken und Liegewiese. Besondere Bedeutung haben hier die beiden Badeseen Tunisee und Silbersee, die ihre Herkunft dem Straßenbau in der Umgebung (mit der A5 in direkter Nachbarschaft) verdanken.
Beide werden als Campingseen betrieben, die aber für Tagesgäste gegen Gebühr frei zugänglich sind. Der Tunisee ist mit einer Wasserskianlage ausgestattet.
Seit 2002 findet einmal jährlich am Tunisee ein großes Tanz- und Musikfestival statt (Sea You Festival).

## Verkehr

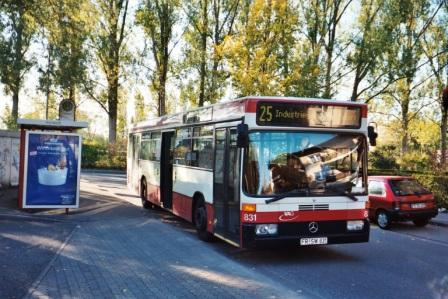
Bus 831 der VAG-Linie 25 an der Haltestelle Hochdorf-Vorstadt

### ÖPNV
Bevor Hochdorf Anfang der 70er Jahre zu Freiburg eingemeindet wurde, wurde der Ort durch die Deutsche Bundesbahn (Geschäftsbereich Bahnbus Südbaden) mit Regionalbussen vom Freiburger Hauptbahnhof her bedient. Erst als 1986 die Straßenbahn den Stadtteil Landwasser erreichte, übernahm die städtische Verkehrs-AG die Anbindung Hochdorfs durch die neue Buslinie 36.
Der Stadtteil Hochdorf wird von der Freiburger Verkehrs AG mit der Buslinie 36 von Landwasser im 20-Minuten-Takt bedient, wo Anschluss an die Stadtbahn Richtung Stadtmitte besteht. Außerdem bestehen seit 2004 werktags zusätzliche Verbindungen durch die Buslinie 25 ins Industriegebiet Nord von Hugstetten kommend. Neben der Regionalbuslinie Richtung March, wird in Hugstetten Anschluss an die S-Bahn S1 vermittelt, die halbstündlich in die Freiburger Innenstadt bzw. nach Breisach / Endingen a.K. fährt.
Im Zuge der Erweiterung des Straßenbahnnetzes wird im weiteren Bedarf auch über eine Anbindung nach Hochdorf nachgedacht. Hierbei gibt es zwei Möglichkeiten: Einmal die Verlängerung der Linie nach Landwasser  über das Gewerbegebiet Hochdorf unter der A 5 hindurch zum Ort Hochdorf und einmal die Verlängerung der Linie von der Messe über das Gewerbegebiet Nord, die Markwaldstraße und das Gewerbegebiet Hochdorf. Mit einer Realisierung ist nicht vor 2030 zu rechnen.
Lange Zeit existierte am Haltepunkt „Freiburg West“ an der Bahnstrecken Freiburg - Breisach ein Abzweig bzw. Anschlussgleis ins Gewerbegebiet Hochdorf für die Bedienung der Firma Streck mit Güterzügen. Dieser Gleisanschluss wurde allerdings im Zuge der Streckenmodernisierung 2018/2019 zurückgebaut. Er wurde bereits Jahre zuvor nicht mehr von der DB genutzt.

### Radverkehr
Für den Radverkehr ist Hochdorf über Landwasser und die Elsässerstraße mit Mooswald und dem Stühlinger verbunden. Über einen Radweg entlang der A 5 besteht Anschluss zum FR 1 entlang der Dreisam. Über das Gewerbegebiet Hochdorf durch den Mooswald mit Brücke über die Westrandstraße besteht eine Anbindung an die Technische Fakultät in Brühl. Vom Gewerbegebiet über die Markwaldstraße besteht Anschluss an das Gewerbegebiet Nord und den FR 2 entlang der Güterbahn.
Der Radschnellweg nach Breisach entlang der Breisacher Bahn soll südlich von Hochdorf vorbeiführen und Hochdorf mit Hugstetten und Umkirch verbinden.
Seit 2021 ist Hochdorf an das Fahrradverleihsystem Frelo angebunden. Im Oktober 2023 wurden zwei Stationen im Gewerbegebiet Hochdorf und eine weitere Station am Haltepunkt Hugstetten in Betrieb genommen, die von den ansässigen Betrieben mitfinanziert werden.

### Straßenverkehr
Hochdorf ist aus allen vier Himmelsrichtungen über Zufahrtsstraßen erreichbar. Aus südlicher Richtung vom Freiburger Stadtteil Landwasser kommend, im Osten durch eine Autobahnunterführung (die etwas gering dimensioniert ist - warum, siehe im Absatz ganz unten) vom Gewerbegebiet Hochdorf, im Norden über eine kleine Anhöhe vom Ortsteil Benzhausen (und dem Autobahnanschluss „Freiburg Nord“ der A5 her) und zuletzt vom Westen über eine Kreisstraße nach March-Hugstetten. Des Weiteren gibt es kleinere forstwirtschaftliche Wege über den sogenannten „Marchhügel“ in Richtung Buchheim und Holzhausen, die allerdings nicht für den Kraftverkehr zugelassen sind.
Bei Benzhausen am Autobahnanschluss beginnt außerdem die Bundesstraße 294, die bei Gundelfingen in die B 3 mündet.
Lastkraftwagen oder Schwerlastverkehr sind im Ort selten bis gar nicht anzutreffen, u. a. wegen der geringen Durchfahrtshöhen der Autobahnunterführungen und der Umgehungsstraße vom Gewerbegebiet nach Benzhausen.